# Kristoffer Klaesson
Kristoffer Klaesson (Oslo, 2000. november 27. –) norvég korosztályos válogatott labdarúgó, a dán Aarhus kapusa.

## Pályafutása

### Klubcsapatokban
Kristoffer Klaesson a norvég fővárosban, Osloban született. Az ifjúsági pályafutását a Strømmennél kezdte, majd 2011-ben a Vålerenga akadémiájánál folytatta.
2017-ben mutatkozott be a Vålerenga tartalék, majd 2019-ben a felnőtt keretében. Először 2019. június 30-án, a Haugesund ellen 4–1-re megnyert mérkőzésen lépett pályára. A következő mérkőzést pedig 6–0-ra nyerték meg a Bodø/Glimt ellen.
2021. július 31-én az angol Leeds United együtteséhez szerződött 1,6 millió fontos összeg ellenében. 2022. március 18-án, a Wolverhampton Wanderers ellen idegenben 3–2-re megnyert ligamérkőzés 55. percében a lesérült Illan Mesliert váltva debütált. 2024. július 7-én ingyenes igazolt a lengyel Raków Częstochowa csapatába. Augusztus 26-án közös megegyezéssel elhagyta a klubot, úgy hogy az első csapatban egyetlen tétmérkőzésen sem lépett pályára. Szeptember 30-án a dán Aarhus szerződtette a szezon végéig, miután Leopold Wahlstedt megsérült.

### A válogatottban
2019-ben debütált a norvég U21-es válogatottban. Először 2019. szeptember 10-én, Magyarország elle 3–0-ra megnyert mérkőzésen lépett pályára. Pályára lépet a 2023-as U21-es labdarúgó-Európa-bajnokságon.

## Statisztikák
2022. március 18. szerint
| Klub         | Szezon   | Osztály        | Bajnokság | Bajnokság | Kupa  | Kupa | Nemzetközi | Nemzetközi | Összesen | Összesen |
| Klub         | Szezon   | Osztály        | Meccs     | Gól       | Meccs | Gól  | Meccs      | Gól        | Meccs    | Gól      |
| ------------ | -------- | -------------- | --------- | --------- | ----- | ---- | ---------- | ---------- | -------- | -------- |
| Vålerenga    | 2019     | Eliteserien    | 12        | 0         | 0     | 0    | —          | —          | 12       | 0        |
| Vålerenga    | 2020     | Eliteserien    | 29        | 0         | 0     | 0    | —          | —          | 29       | 0        |
| Vålerenga    | 2021     | Eliteserien    | 14        | 0         | 0     | 0    | 1          | 0          | 15       | 0        |
| Vålerenga    | Összesen | Összesen       | 55        | 0         | 0     | 0    | 1          | 0          | 56       | 0        |
| Leeds United | 2021–22  | Premier League | 1         | 0         | 0     | 0    | 0          | 0          | 1        | 0        |
| Összesen     | Összesen | Összesen       | 56        | 0         | 0     | 0    | 1          | 0          | 57       | 0        |

## Fordítás
Ez a szócikk részben vagy egészben  a   Kristoffer Klaesson című angol Wikipédia-szócikk fordításán alapul.  Az eredeti cikk szerkesztőit annak laptörténete sorolja fel. Ez a jelzés csupán a megfogalmazás eredetét és a szerzői jogokat jelzi, nem szolgál a cikkben szereplő információk forrásmegjelöléseként.